# Amsactarctia
Amsactarctia este un gen de insecte lepidoptere din familia Arctiidae.

Cladograma conform Catalogue of Life:
| Amsactarctia | \| \| Amsactarctia pulchra \| \| \| \| \| \| Amsactarctia radiosa \| \| \| \| \| \| Amsactarctia venusta \| \| \| \| |
|              | \| \| Amsactarctia pulchra \| \| \| \| \| \| Amsactarctia radiosa \| \| \| \| \| \| Amsactarctia venusta \| \| \| \| |
|              | Amsactarctia pulchra                                                                                                 |
|              | |
|              | Amsactarctia radiosa                                                                                                 |
|              | |
|              | Amsactarctia venusta                                                                                                 |
|              | |